# منطقة شيكماجالور
شيكماجالور (اسم رسمياً شِكَّمغَلُورُو)، رمزها «CK» (بالإنجليزية: Chikmagalur)‏ ، هو تقسيم إداري لدولة الهند تتبع ولاية كارناتاكا (بالإنجليزية: Karnataka)‏ ، مركزها هو مدينة شيكماجالور (بالإنجليزية: Chikmagalur)‏ عدد سكانها حسب تعداد سنة 2001 هو 1,139,104 ، مساحتها 7,201 كم² وكثافة السكان 158 لكل كم². في هذه المنطقة تقع موليانغري، أعلى جبل في ولاية كارناتاكا.